# Synema nigrum
Synema nigrum là một loài nhện trong họ Thomisidae.
Loài này thuộc chi Synema. Synema nigrum được Eugen von Keyserling miêu tả năm 1880.